# Schim (computerspel)
Schim (gestileerd als SCHiM) is een computerspel dat werd ontwikkeld door computerspelontwikkelaar Ewoud van der Werf in samenwerking met Nils Slijkerman van Extra Nice. Het spel kwam op 18 juli 2024 uit voor de Nintendo Switch, PlayStation 4, PlayStation 5, Xbox One, Xbox Series en voor de pc op Steam. 

## Spel
Schim is een 3D-platformspel waarbij de speler van schaduw naar schaduw springt. Het spel wordt doorgaans gepresenteerd vanuit een camerastandpunt van bovenaf. 
Het concept achter Schim is geïnspireerd door de Japanse folklore van tsukumogami, waarin objecten worden beschreven als entiteiten met een eigen geest. Binnen de wereld van Schim heeft elk object, inclusief mensen en dieren, zijn eigen "schim". Deze entiteiten verblijven in de schaduwen en dienen nooit gescheiden te worden van hun respectievelijke objecten. Echter, het hoofdpersonage raakt gescheiden, waardoor het de taak van de speler wordt om hen weer met elkaar te verenigen.
De meeste levels in Schim zijn voorzien van interactieve elementen, die 'toneelstukjes' worden genoemd door de ontwikkelaars, die verschillende uitkomsten bieden afhankelijk van de acties van de speler.
Het spel kenmerkt zich door het gebruik van slechts twee of drie contrasterende kleuren per level, een keuze die voortkomt uit de gedeeltelijke kleurenblindheid van Van der Werf.

## Spelontwikkeling
Schim begon als een examenproject voor Van der Werf op het Friesland College in februari 2020. Daar ontmoette hij Slijkerman, die als gastdocent bij gamedesignlessen hielp, en kreeg hij de kans om zijn project te ontwikkelen bij de onafhankelijke computerspelontwikkelaar Extra Nice. In samenwerking met het bedrijf ontwikkelde Van der Werf de eerste versie van het spel als onderdeel van zijn examen. Het spel trok de aandacht van potentiële uitgevers via verschillende tweets, wat leidde tot uitbreiding van de omvang van het project. Na het succesvol afronden van zijn examen, zette Van der Werf zijn samenwerking voort met Extra Nice om verder te werken aan Schim. De volledige ontwikkeling van het spel nam circa vierenhalf jaar in beslag.
Op 30 mei 2024 werd er op Steam een demo uitgebracht van de game. De demo was een succes en resulteerde in meer dan 200.000 wishlists en meer dan 50.000 spelers tijdens Steam Next Fest.

### Inspiratie

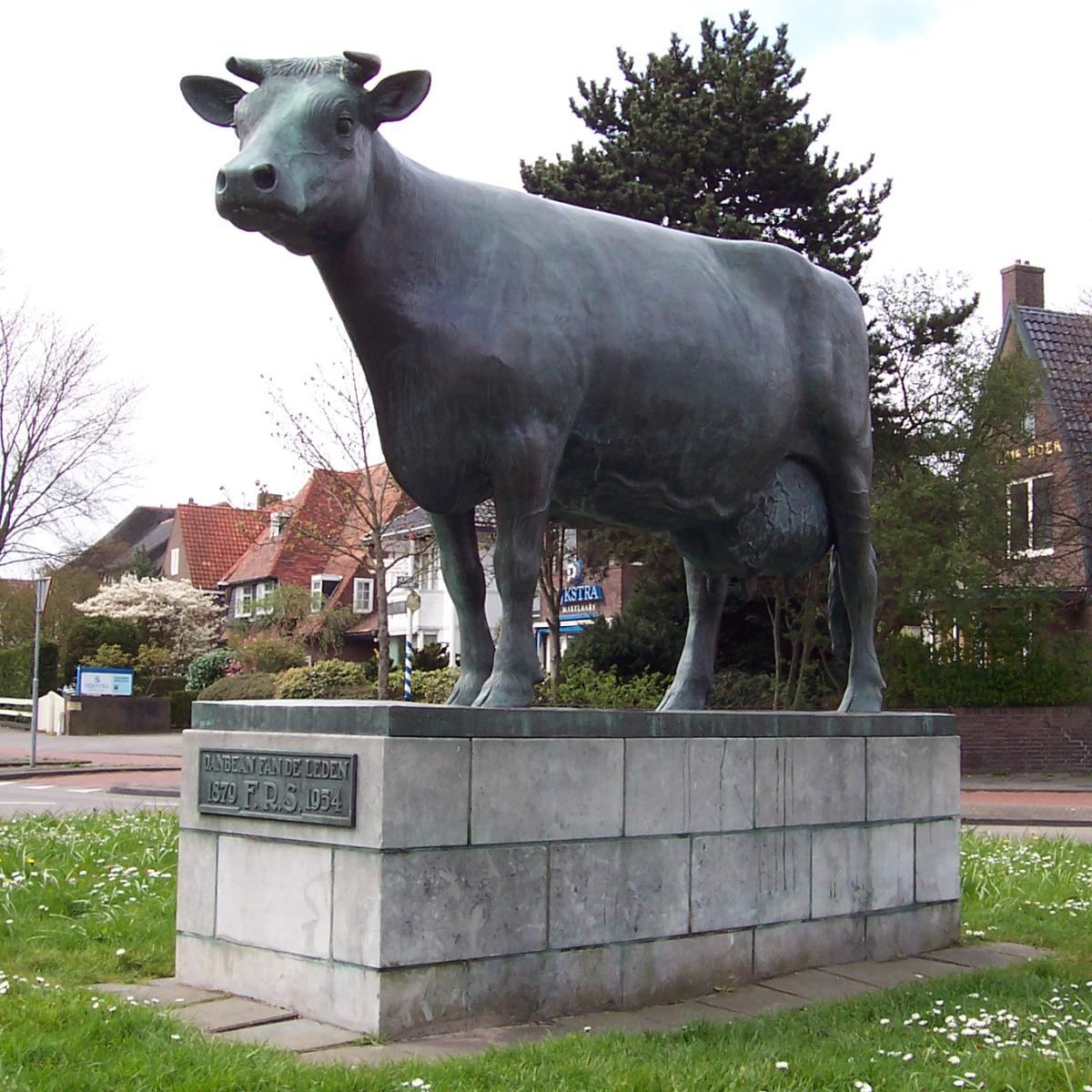
Us Mem in Leeuwarden, die ook in het spel te zien is

Schim werd aanvankelijk geïnspireerd door snelle platformactie zoals te zien in Cluster Truck, maar later werd besloten dat het spel een rustiger karakter moest krijgen. Later werden er vergelijkingen gemaakt met Untitled Goose Game, wat nieuwe ideeën stimuleerde.
De kunststijl van de game is geïnspireerd door de 'klare lijn'-tekenstijl van striptekenaars Hergé en Joost Swarte. Veel levels in het spel zijn geïnspireerd op locaties in Nederland, zoals de Waterpoort in Sneek en is ook Us Mem te zien.

## Ontvangst
Het spel werd over het algemeen positief ontvangen en werd gewaardeerd om zijn originaliteit, unieke visuele stijl en rustgevende gameplay. Ondanks de positieve ontvangst was er kritiek op het simpele gameplay-concept, dat door sommigen als te oppervlakkig werd beschouwd en diepgang miste naarmate het spel vorderde. Ook het levelontwerp werd bekritiseerd als inconsistent. Sommige recensenten suggereerden dat de game had kunnen profiteren van minder levels met een grotere focus op kwaliteit boven kwantiteit.

## Erkenning
Schim heeft verschillende prijzen gewonnen. In 2021 ontving het de INDIGO Award. Het jaar daarop, tijdens de Sense of Wonder Night op de Tokyo Game Show 2022, werd Schim bekroond met de Best Game Design Award en de Audience Award Grand Prix. In 2022 werd het spel erkend als een van de ereprijswinnaars bij Tencent's Games Without Borders. In 2023 ontving Schim de Visual Excellence Award en de Media Highlight Award tijdens BitSummit.
Van 10 mei tot en met 31 augustus 2025 vindt in Storyworld, onderdeel van het Forum Groningen, een tentoonstelling plaats over de ontwikkeling en ontvangst van Schim. Voor deze gelegenheid ontwierpen de ontwikkelaars een exclusief level dat zich afspeelt in Groningen, waarin het Forum Groningen zelf figureert.